# Una madre
Una madre è una miniserie televisiva italiana, diretta da Massimo Spano, prodotta da Rai Fiction e dalla Compagnia Leone Cinematografica di Francesco e Federico Scardamaglia. L'attrice protagonista è Violante Placido.

## Trama
Maria, madre di una bambina di tre anni di nome Greta, diviene prostituta per mantenere la figlia fino all'omicidio del suo protettore.

## Personaggi
- Violante Placido è Maria
- Enzo De Caro è il commissario di polizia Martone
- Stefano Dionisi è Zardi
- Enrico Lo Verso è Rocco
- Giacomo Rizzo è Nic
- Laura Marinoni è Renata Casio
- Serena Grandi è Salvatrice
- Clara Dossena è Greta a 7 anni
- Teresa Dossena è Greta a 3 anni
- Bianca Maria D'Amato è l'avvocatessa Giglio
- Anna Longhi è la signora Ernesta
- Stefano Molinari è Marescotti
- Lorenzo Acquaviva è il "guardaspalle" di Zardi
- Fabio Ferrari è Andrea Casio
- Francesca Antonelli è Vera
- Rossella Gardini è la direttrice
- Sabrina Knaflitz è la direttrice dell'orfanotrofio
- Carlo Colombo è l'uomo del chiosco
- Marina Pennafina è la maestra Vincenzi
- Lidia Vitale è il poliziotto donna
- Nathalie Rapti Gomez è Ajana